# Пу Баомин
Пу Баоми́н (кит. 蒲保明, пиньинь Pú Bǎomíng, 1910 — 22 февраля 1988) — математик, один из основателей систолической геометрии.

## Биография
Родился в Цинской империи, в уезде Цзиньтан провинции Сычуань. Защитил диссертацию в Сиракузсом университете в 1950 году под руководством Чарльза Левнера.
Итоги его диссертации были опубликованы в 1952 году
Вернулся в Китай в феврале 1951 года.
После его возвращения, Пу стал профессор Сычуаньского университета в 1952 году.
Занимал должность заведующего кафедрой математики с 1952 по 1984 год.

## Научный вклад
- Неравенство Пу